# Совет народных представителей (Индонезия)
Сове́т наро́дных представи́телей, СНП (индон. Dewan Perwakilan Rakyat, DPR) — нижняя палата высшего законодательного органа Индонезии — Народного консультативного конгресса. Исполняет текущие законодательные функции в перерывах между сессиями НКК, фактически представляя собой постоянно действующий однопалатный парламент.
Правовые основы деятельности СНП заложены в главе VII действующей конституции Индонезии (статьи 19—22). Отдельные аспекты, касающиеся роли СНП в рамках Народного консультативного конгресса и его взаимодействия с президентом, регулируются, соответственно, главой II (статья 2) и главой V (статья 5) конституции. Порядок формирования, организационная структура и численность СНП, а также детализация его полномочий определяются действующим законодательством.
В компетенцию СНП входит разработка, принятие и контроль над исполнением законов, утверждение пятилетних основ государственного курса и ежегодного государственного бюджета, ратификация части международных соглашений.
Депутаты СНП избираются в ходе прямых всеобщих парламентских выборов на пятилетний срок. Нынешний состав СНП — 575 человек — сформирован по итогам парламентских выборов 2019 года, состоит из 9 фракций. Председатель СНП — Пуан Махарани.

## История
Датой основания Совета народных представителей официально считается 29 августа 1945 года — день создания Центрального национального комитета Индонезии, первого властного органа страны, наделённого законодательными полномочиями и ставшего прообразом СНП. Вместе с тем, как официальные, так и академические индонезийские источники традиционно возводят историю СНП к опыту работы совещательных органов, действовавших на завершающем этапе нидерландского колониального владычества в Индонезии, а также в период японской оккупации страны в годы Второй мировой войны.

### Предыстория: представительные органы в Индонезии до обретения ею независимости, 1918—1945

#### Народный совет
Первым общенациональным индонезийским представительным органом считается Народный совет (нидерл. Volksraad), учреждённый по распоряжению нидерландского генерал-губернатора 16 декабря 1916 года с целью обеспечения взаимодействия между колониальной администрацией, коренным населением Нидерландской Ост-Индии и представителями многочисленной китайской общины, игравшей важную роль в торгово-экономической сфере. Согласно уставу Народного совета в его состав входило 39 заседателей, 15 из которых представляли коренное население колонии, 23 — голландцев и китайцев и 1 — председатель, без указания национальной принадлежности. При этом 5 заседателей-индонезийцев и 9 человек из голландско-китайской фракции назначались генерал-губернатором, остальные депутаты избирались путём сложных многоступенчатых выборов от различных провинций Нидерландской Ост-Индии и ряда общественных организаций, председатель же назначался нидерландским монархом.
Учредительное заседание Народного совета состоялось в мае 1918 года под председательством генерал-губернатора графа Иоханнеса Пауля ван Лимбург Стирума, получившего от королевы Вильгельмины соответствующее назначение. Изначально совет наделялся исключительно совещательными функциями — в частности, генерал-губернатору предписывалось «консультироваться» с ним по финансовым вопросам. В 1925 году совет получил право законодательной инициативы, однако все его решения подлежали утверждению генерал-губернатором.
В 1927 году состав Народного совета был расширен до 55 человек (соответственно, фракция индонезийцев – до 25), и в 1930 году – до 60 человек (соответственно, фракция индонезийцев – до 30). Одновременно несколько либерализировалась система выборов и расширился перечень общественных организаций, обладающих правом выдвижения делегатов.
В 1940 году нидерландское правительство, перебравшееся после оккупации страны гитлеровской Германией в Лондон, отвергло предложение части индонезийских членов совета о существенном расширении его полномочий, а в мае 1942 года после захвата большей части Индонезии японцами Народный совет был официально распущен.

#### Период японской оккупации и становления государственной независимости
В октябре 1943 года японской оккупационной администрацией, стремившейся заручиться поддержкой индонезийской общественной элиты, был учреждён совещательный орган — Центральный консультативный совет (яп. Chuo Sani-kai) во главе с Сукарно — будущим президентом страны. Позднее, в марте 1945 года, был сформирован Исследовательский комитет по подготовке индонезийской независимости (индон. Badan Penyelidik Usaha Persiapan Kemerdekaan Indonesia, BPUPKI) в составе 62 активистов местного национально-освободительного движения (в их числе — Сукарно и будущий вице-президент страны Мохаммад Хатта) под председательством Раджима́на Ведиодинингра́та (индон. Radjiman Wediodiningrat). Исследовательским комитетом был подготовлен проект индонезийской конституции, на одном из его заседаний 1 июня 1945 года Сукарно провозгласил принципы Панча Сила, ставшие впоследствии основой государственной идеологии Индонезии.

### Центральный Национальный Комитет Индонезии и законодательные органы СШИ
7 августа 1945 года для рассмотрения наработок Исследовательского комитета была сформирована Комиссия по подготовке независимости Индонезии (индон. Panitia Persiapan Kemerdekaan Indonesia, PPKI). 17 августа её председатель Сукарно и его заместитель М. Хатта провозгласили независимость Индонезии, а 18 августа Комиссия утвердила подготовленный Исследовательским комитетом проект временной конституции. В качестве временного представительного органа учреждался Центральный Национальный Комитет Индонезии, в обязанности которого входила, в частности, подготовка создания постоянных законодательных органов власти.
Центральный Национальный Комитет Индонезии (ЦНКИ) (индон. Komite Nasional Indonesia Pusat, KNIP) был сформирован 29 августа 1945 года — эта дата считается днём основания Совета народных представителей.
Первоначально Комитет наделялся исключительно консультативными функциями, однако декретом вице-президента от 18 октября ему были переданы законодательные полномочия. При этом созыв Комитета в полном составе предполагался лишь по мере необходимости (заседания проходили как в Джакарте, так и в других городах, куда властные органы Индонезии перебирались в ходе последовавшей вскоре голландской интервенции), в то время как на регулярной основе законодательные функции исполнял учреждавшийся в его рамках Рабочий комитет — фактически парламент, прообраз нынешнего СНП.
ЦНКИ периодически собирался на заседания в течение пяти последующих лет, причём с января 1948 года он действовал параллельно с коллаборационистским Временным Федеральным советом (нидерл. Voorlopige Federale Raad voor Indonesia) — консультативным органом, созданным нидерландской колониальной администрацией, вернувшей контроль над частью страны.
По итогам индонезийско-нидерландской конференции 23 августа — 2 ноября 1949 года (так называемая Гаагская конференция круглого стола) было провозглашено создание Республики Соединённые Штаты Индонезии (СШИ) (индон. Republik Indonesia Serikat (RIS)) — федеративного образования, в которое предполагалось включить и Республику Индонезию, и группу квази-независимых государств, созданных при покровительстве голландцев на удерживаемых ими ост-индских территориях.
В качестве временного законодательного органа СШИ учреждалось Федеральное Консультативное Собрание (нидерл. Bijeenkomst voor Federaal Overleg, BFO) в составе представителей всех штатов, которое вскоре было заменено двухпалатным парламентом, состоящим из Совета народных представителей (150 депутатов) и сената (32 сенатора — по два от каждой из 16 составных частей СШИ). 15 декабря 1949 года ЦНКИ провёл своё последнее заседание, на котором одобрил вхождение Республики Индонезия в состав СШИ, и самораспустился, передав свои полномочия парламенту СШИ. Таким образом, СНП СШИ стал правопреемником законодательных органов власти, и его деятельность в индонезийской и международной историографии считается одним из этапов становления СНП Республики Индонезии.
Существование СНП СШИ оказалось весьма непродолжительным: 15 февраля 1950 года состоялось его единственное заседание, а в апреле того же года Соединённые Штаты Индонезии де-факто перестали существовать.

### Период «Либеральной демократии», 1950—1957
После вхождения практически всех территорий, состоявших в СШИ, в состав Республики Индонезии власти последней приступили к формированию органов власти унитарного государства. Учреждённый ими однопалатный парламент сохранил название «Совет народных представителей» с приставкой «временный» — постоянный СНП имелось в виду созвать по итогам всеобщих выборов. В состав «временного СНП» на равноправной основе вошли как все члены СНП СШИ — 150 депутатов и 32 сенатора, так и 59 членов ранее упразднённого ЦНКИ — всего 241 член.
Первое заседание СНП состоялось 16 августа 1950 года — за день до формальной ликвидации СШИ и официального провозглашения унитарной Республики Индонезии. К этому времени в составе Совета произошли некоторые изменения: вместо отказавшихся от парламентских мандатов трёх бывших сенаторов СШИ и 21 представителя Государства Пасунда́н в него были введены 19 делегатов, назначенных индонезийским правительством. Основы деятельности СНП были прописаны в принятой на следующий день временной конституции Индонезии, заменившей конституцию 1945 года. С учётом гарантированной новым основным законом государства высокой роли парламента и реально сложившейся к 1950-му году многопартийной системы последующий период политического развития Индонезии (до 1957 года) получил название «Либеральной демократии».
Из 236 членов СНП только 204 приняли присягу при вступлении в должность 20 августа, и только 170 участвовали в выборах спикера, которым был избран Сарто́но, член Индонезийской национальной партии (ИНП). В соответствии с партийной принадлежностью депутатов было сформировано 20 парламентских фракций. Наиболее внушительным оказалось представительство Машуми (49 мандатов) и ИНП (36 мандатов).
Структура СНП отражала плюралистический политический ландшафт Индонезии периода «Либеральной демократии», его деятельность была весьма активной и нередко вступала в противоречие с интересами исполнительной власти. Наиболее серьёзная коллизия произошла в 1952 году, когда индонезийское военное руководство отказалось исполнять решение парламента о сокращении национальных вооружённых сил. СНП потребовал от президента отставки высшего генералитета и реорганизации Министерства обороны, что привело к так называемому «инциденту 17 октября 1952 года» — массовым антипарламентским выступлениям, в которых приняли участие не только военные, но и тысячи сочувствовавших им гражданских лиц. Конфликт удалось урегулировать только благодаря личному вмешательству Сукарно, призвавшего военных к порядку и добившегося от парламентариев существенной корректировки программы сокращения армии.
Новый состав СНП был сформирован по итогам первых в истории Индонезии парламентских выборов, состоявшихся в сентябре 1955 года. В него вошли представители 28 партий, наибольшими были фракции Машуми и ИНП — по 57 мандатов, Нахдатул Улама — 45 мест, Компартии — 39 мест. Первое заседание обновлённого СНП состоялось 26 марта 1956 года.
В новом составе СНП проявлял ещё бо́льшую самостоятельность, его инициативы систематически противоречили интересам Сукарно, взявшего курс на укрепление президентской власти и делиберализацию политической системы страны в целом. В 1956 году конфликт между президентом и парламентом вылился в острый политический кризис. Заручившись поддержкой военных, в феврале 1957 года Сукарно обнародовал доктрину Насаком, предусматривающую, в частности, фактический отказ от парламентаризма, и объявил о переходе страны к так называемой «Направляемой демократии».

### Период «Направляемой демократии», 1957—1965
СНП, фактически лишённый каких-либо полномочий, продолжал формально функционировать до 5 июля 1959 года, когда был издан президентский указ о возобновлении действия конституции 1945 года, предусматривавший, в частности, роспуск парламента, сформированного в соответствии с утратившей силу временной конституцией 1950 года. Уже 22 июля 1959 года был приведён к присяге новый состав СНП, включивший всех депутатов прежнего созыва, а также 300 правительственных назначенцев — 100 представителей регионов, 200 представителей различных общественных структур, подконтрольных исполнительной власти, и одного делегата Западного Ириана, остававшегося под голландским контролем. На своём учредительном заседании парламентарии одобрили возвращение к конституционным нормам 1945 года, существенно сужавшим полномочия законодательной власти.
Тем не менее, и в таком составе СНП не проявил полной лояльности президенту. В марте 1960 года парламентарии отклонили предложенный правительством бюджет, что повлекло за собой решение Сукарно о роспуске СНП как «неспособного работать совместно с президентом в духе конституции 1945 года и доктрины направляемой демократии» — официально роспуск состоялся по итогам парламентского заседания 24 июня 1960 года.
Уже через два дня, 26 июня 1960 года президентским указом был сформирован новый СНП, получивший официальное наименование «СНП взаимопомощи» (индон. Dewan Perwakilan Rakyat Gotong Royong, DPR–GR). Все его члены — 281 человек, в числе которых 130 представляли политические партии, 150 — вооружённые силы и различные общественные организации (так называемые «функциональные группировки») и 1 — Западный Ириан. Примечательно, что парламентские мандаты были предоставлены только 10 политическим партиям: остальные — в их числе такие крупные, как Машуми и Социалистическая партия Индонезии — наиболее последовательно оппонировавшие президенту в прежнем составе СНП, парламентского представительства не получили. Президент сохранял за собой право не только роспуска СНП, но и произвольного отзыва его депутатов.
В результате СНП полностью утратил независимость — парламентарии более не выступали с законодательной инициативой, ограничиваясь безоговорочным одобрением законопроектов, представленных президентом и правительством. В результате законодательная активность существенно снизилась: так, в 1960 году СНП принял только 9 законов (против 87 в 1958 году). Не меняя своего состава, «СНП взаимопомощи» функционировал до фактического отстранения Сукарно от власти и перехода государственной власти к военным в 1965 году.

### Период «Нового порядка», 1966—1998
После попытки государственного переворота 30 сентября 1965 года, ответственность за который была возложена на Коммунистическую партию, из состава СНП были выведены все депутаты-коммунисты и несколько представителей других партий и организаций, обвинённых в сотрудничестве с КПИ — всего 62 человека. 15 ноября парламент возобновил свою работу в урезанном составе, которую продолжал до 19 ноября 1966 года, когда президентским декретом было объявлено о формировании нового СНП, получившего официальное название «СНП Нового порядка». При этом все парламентарии прежнего состава получили мандаты на очередной пятилетний срок, однако, кроме них, в состав парламента была введена фракция вооружённых сил в количестве 43 человек. В марте 1968 года парламентарии единодушно утвердили генерала Сухарто — с октября 1965 года фактически управлявшего государством, а с марта 1967 года занимавшего пост «временного президента» — в должности президента страны.
Новое избирательное законодательство было принято в 1969 году. Численный состав СНП был установлен в количестве 460 человек, 360 из которых составляли депутаты, избранные на партийной основе в ходе всеобщих выборов, 75 делегировались от вооружённых сил и 25 — от различных общественных организаций. Параллельно в стране формировалась новая структура партийного типа: организация «Голкар», с 1964 года объединявшая значительную часть лояльных исполнительной власти общественных организаций, была к 1970 году значительно укрупнена и преобразована в политический блок, допущенный к участию в парламентских выборах.
В проведённых 5 июля 1971 года парламентских выборах приняли участие блок Голкар и 9 официально зарегистрированных политических партий. Голкар, открыто поддержанный президентом и правительством, получил более 62 % голосов избирателей, что дало ему 236 парламентских мандатов. Сформировав парламентское большинство, он принял на себя роль «партии власти», последовательно поддерживающей президентский курс. При этом спикером СНП остался лидер партии Нахдатул Улама Идхам Халид (индон. Idham Chalid), занимавший этот пост ещё в предыдущем составе СНП.
Примечательно, что все 7 партий, получивших по итогам выборов представительство в СНП (124 мандата на всех), номинально находясь в оппозиции Голкар, в реальности демонстрировали полную лояльность правительству Сухарто. В результате роль СНП в формировании государственной политики была сведена к минимуму: он исправно одобрял законопроекты, инициируемые исполнительной властью. При этом от практики голосования парламентарии отказались даже формально: все решения в соответствии с обновлённым регламентом принимались методом аккламации. Практика аккламации, которая неизменно приводила к одобрению инициатив исполнительной власти, сохранялась в СНП на протяжении всего президентства Сухарто, до 1998 года.
Между тем правительство Сухарто продолжало курс на делиберализацию политической системы страны. В соответствии с принятым в 1974 году законодательством было произведено принудительное слияние политических партий: все партии мусульманского толка были объединены в Партию единства и развития (ПЕР), все партии светской и христианской ориентации — в Демократическую партию Индонезии (ДПИ). Новая партийная система была закреплена в избирательном законодательстве: к выборам в СНП допускались только две новообразованные партии и Голкар.
По итогам очередных парламентских выборов, состоявшихся 2 мая 1977 года, Голкар, снова заручившись поддержкой 62 % электората, получил 232 мандата, ПЕР — 99 мандатов и ДПИ — 29 мандатов. При этом, в соответствии с обновлёнными правилами, все неизбираемые парламентские места отошли представителям вооружённых сил, список которых был утверждён президентом.
СНП состава 1977-82 годов чётко следовал нормам и традициям, установившимся с 1971 года с незначительной регламентной нюансировкой. Спикером был избран Адам Малик, занимавший до того пост министра иностранных дел и вступивший незадолго до выборов в ряды Голкар. В 1978 году после назначения Малика вице-президентом Индонезии пост спикера перешёл к другому представителю Голкар — Дарьятмо (индон. Darjatmo). В последующем — до 1998 года — спикером СНП на безальтернативной основе неизменно избирался представитель Голкар, а четырьмя вице-спикерами — представители четырёх парламентских фракций (Голкар, ПЕР, ДПИ и вооружённых сил). При этом пост спикера СНП обычно совмещался с постом спикера Народного консультативного конгресса, собиравшегося раз в пять лет.
Очередной состав СНП, сформированный по итогам выборов, состоявшихся 4 мая 1982 года, незначительно отличался от предыдущего: Голкар получил 242 мандата, ПЕР — 94 и ДПИ — 24, численность фракции вооружённых сил по-прежнему составляла 75 человек. Не претерпела сколь-либо значимых изменений и модальность работы парламента.
В феврале 1985 года был принят новый закон, регулирующий деятельность СНП, предусматривающий увеличение общего численного состава парламента до 500 человек, а назначаемой президентом фракции вооружённых сил — до 100 человек. Таким образом, по итогам следующих выборов, состоявшихся 23 апреля 1987 года, от Голкар и двух партий были избраны 400 депутатов. Голкар, добившийся ещё более внушительной победы (более 73 % голосов), получил 299 мандатов, ПЕР — 61 и ДПИ — 40. Принципы работы СНП и основные нормы регламента сохранялись.
По итогам выборов, состоявшихся 9 июня 1992 года, электоральная поддержка Голкар оказалась несколько меньшей — чуть более 68 %, его фракция сократилась до 282 человек. ПЕР получила 62 мандата, ДПИ — 56. Изменений в принципах деятельности СНП и основных нормах регламента не произошло.
Выборы 29 мая 1997 года, ставшие последними в период президентства Сухарто, стали наиболее успешными для Голкар — блок получил более 74 % голосов избирателей и, соответственно, 435 парламентских мандатов. ПЕР досталось 89 мест и ДПИ, пережившей незадолго до выборов тяжёлый внутрипартийный кризис, всего 11 мест. Численность фракции военных была уменьшена до 75 человек.
Примечательно, что в соответствии с первоначальным подсчётом итогов выборов ДПИ получала только 10 мандатов, что не позволяло ей принять участие в работе всех 11 комитетах СНП и номинировать кого-либо из руководящего состава на должность вице-спикера СНП — как того требовал регламент. В результате Центральной избирательной комиссией был инициирован пересчёт голосов на одном из избирательных участков Северной Суматры, выявившей несколько тысяч дополнительных бюллетеней, поданных в пользу заместителя председателя партии Ф. Ахмад, позволивших ей обойти соперника от ПЕР, пополнить собой партийную фракцию и занять вице-спикерский пост.
Изначально СНП демонстрировал полную лояльность Сухарто, избранному Народным консультативным конгрессом в марте 1998 года на шестой президентский срок, несмотря на обозначившиеся в конце 1997 года признаки острого экономического, а затем и политического кризиса в стране. Руководство СНП поддерживало президентский тезис о возможности политических преобразований не ранее 2003 года — по завершении утверждённой НКК пятилетней программы государственного развития. Только после масштабных беспорядков 12-14 мая 1998 года в Джакарте и последовавшей резкой эскалации антипрезидентских настроений практически во всех слоях индонезийского общества председатель СНП Хармоко присоединился к призывам о добровольной отставке Сухарто.
Приветствуя инициативу Хармоко и стремясь удержать парламентариев на заявленной позиции, руководство нескольких студенческих организаций, составлявших костяк радикального оппозиционного движения, организовали 19 мая 1998 года ненасильственный захват здания парламента. Оно удерживалось студентами в течение трёх суток (за это время в нём побывало не менее 80 тысяч протестующих) и было освобождено после того, как руководители СНП в ходе переговоров с лидерами студенческих организаций пообещали принять все меры для скорейшего созыва НКК и разработки программ масштабных демократических реформ, и, одновременно, стало известно о готовящейся отставке Сухарто.
Примечательно, что при отставке Сухарто и приведении к президентской присяге вице-президента Бухаруддина Юсуфа Хабиби, состоявшихся 21 мая 1998 года, никакого участия СНП — даже формального — не потребовалось, поскольку подобная процедура не была предусмотрена ни индонезийской конституцией, ни действовавшим на тот момент законодательством.

### Постсухартовский период, с 1998 по настоящее время
После перехода президентских полномочий к Хабиби СНП продолжал функционировать в прежнем составе в соответствии с прежними нормами. Основным содержанием его деятельности стала проработка подготовленных правительством к июлю 1998 года проектов законов, призванных обеспечить демократизацию политической системы страны — в том числе и касавшихся положения и деятельности самого СНП. При этом работа Совета подвергалась резкой критике сторонников широких реформ как нерешительная и половинчатая.
Проработанный СНП пакет «политических законов» был в целом одобрен в ходе внеочередной сессии Народного консультативного конгресса 1-13 октября 1998 года, однако редактирование большей части законопроектов было решено продолжить в рамках специально созданной в СНП межпартийной комиссии. Комиссия завершила работу 28 января 1999 года, и 1 февраля 1999 года новые «политические законы» вступили в силу после подписания их президентом Хабиби.
В соответствии с новым законом о СНП, НКК и региональных советах народных представителей, СНП сохранял свою роль однопалатного парламента, исполняющего текущие законодательные функции в перерывах между сессиями НКК. В его состав включались 462 депутата, избираемых в ходе всеобщих выборов от политических партий, и 38 депутатов, делегируемых от вооружённых сил. Таким образом, фракция военных сокращалась практически вдвое по сравнению с её прежней численностью (75 мандатов). Руководство СНП, состоящее из председателя и троих его заместителей, представляющих крупнейшие фракции, официально объявлялось коллективным. Срок полномочий депутатов остался прежним — 5 лет.
При этом новый закон о политических партиях легализовал и упорядочил многопартийную систему, уже реально сложившуюся в Индонезии к этому моменту, а закон о всеобщих выборах сохранял их пятилетнюю периодичность при значительной демократизации организационных моментов.
Таким образом, в ходе выборов 7 июня 1999 года СНП избирался на качественно новой правовой основе: в борьбе за парламентские мандаты приняло участие 48 из 141 официально зарегистрированных политических партий. Победительницей выборов стала Демократическая партия борьбы Индонезии (ДПИ-Б), завоевавшая 33,8 % голосов избирателей и получившая 153 парламентских мандата. Голкар, преобразованный, в соответствии с требованиями нового законодательства, в политическую партию, занял второе место с 22,5 % голосов (120 мандатов в СНП).
Всего в состав СНП были избраны представители 21 партии, 10 из которых получили лишь по одному мандату. При этом в составе СНП сложилось примерное равенство сил, представлявших три основных политических лагеря Индонезии конца 1990-х годов: консервативного, реформаторского и мусульманского. В этих условиях СНП незамедлительно превратился в площадку реальной политической борьбы, основной целью которой было обеспечение поддержки лидеров крупнейших партий в ходе выборов президента и вице-президента в ходе предстоящей сессии НКК.
После президентских и вице-президентских выборов, состоявшихся 20—23 октября 1999 года и принёсших победу, соответственно, Абдуррахману Вахиду и Мегавати Сукарнопутри, роль СНП оставалась исключительно активной. При этом достаточно скоро обозначилась тенденция к обострению его отношений с президентом Вахидом, стремившимся к максимальной келейности принятия важных политических решений. Усилия последнего по принижению роли законодателей стали настолько очевидными, что постепенно к активному оппонированию президенту в СНП подключилось и большинство его прежних сторонников. 
Противостояние СНП с президентом стало главной составляющей государственного развития Индонезии на протяжении полутора лет и завершилось острым политическим кризисом в июне—июле 2001 года. 21 июля парламентариями был инициирован созыв внеочередной сессии НКК для рассмотрения вопроса о вынесении вотума недоверия президенту. 22 июля Вахид объявил о введении в стране чрезвычайного положения и отдал приказ вооружённым силам о недопущении проведения сессии НКК, который был проигнорирован военными, открыто вставшими на сторону парламентариев. 23 июля НКК принял решение об отставке Вахида и передаче полномочий главы государства вице-президенту Мегавати Сукарнопутри.
В период президентства Мегавати Сукарнопутри СНП, сохраняя высокую активность, поддерживал вполне корректное взаимодействие с главой государства и исполнительной властью в целом.
СНП, сформированный по итогам выборов, состоявшихся 5 апреля 2004 года, принципиально отличался от предшествовавших составов парламента отсутствием фракции вооружённых сил — все депутаты (в этот раз их число было доведено до 550) избирались по партийным спискам. Крупнейшую фракцию (128 мандатов) сформировал лидировавший на выборах с 21,5 % голосов Голкар, вторую по величине (109 мандатов) — ДПИ-Б, финишировавшая второй с 18,5 % голосов. Количество партий, получивших парламентское представительство, уменьшилось до 16.
Модальность работы СНП в целом оставалась прежней: активное выполнение законодательных функций сочеталось с успешным взаимодействием с исполнительной властью — как до конца президентства Мегавати Сукарнопутри (20 октября 2004 года), так и после избрания на пост главы государства Сусило Бамбанга Юдойоно (впервые в истории Индонезии избран не сессией НКК, а в ходе прямых президентских выборов).
В 2009 году на основе итогов очередных парламентских выборов был сформирован Совет в составе 560 депутатов, представлявших 9 политических партий. Крупнейшие фракции были сформированы Демократической партией (148 мандатов), Голкар (107 мандатов) и третье — ДПИ-Б (94 мандата). В период его полномочий сохранялась тенденция к росту самостоятельности СНП как органа государственной власти. При этом, в силу наличия крупнейшей фракции президентской Демократической партии и нескольких фракций её политических союзниц, взаимодействие с органами исполнительной власти было весьма эффективным.
Состав СНП, сформированный по итогам парламентских выборов, состоявшихся 9 апреля 2014 года, был приведён к присяге 1 октября 2014 года. Его численность осталась прежней — 560 человек. В парламенте представлено 10 политических партий, которыми сформировано соответствующее количество фракций. Крупнейшие из фракций были сформированы ДПИ-Б (109 мандатов), Голкар (91 мандат), партией «Движение за великую Индонезию» (Гериндра) (73 мандата) и Демократической партией (63 мандата). Председателем СНП был избран представитель ДПИ-Б Сетья Нованто, которого в начале 2016 году сменил представитель Голкара Аде Комарудин. В ноябре 2016 года Нованто вернулся на пост председателя СНП, окончательно оставив его в 2017 году в связи с обвинениями в коррупции. До конца срока полномочий СНП обязанности его спикера исполнял член Голкара Бамбанг Сусатьо.
Численность СНП, избранного по итогам парламентских выборов 2019 года, выросла до 575 человек. В парламенте нынешнего созыва представлено 9 политических партий, формирующих такое же количество фракций. В правительственную коалицию входят ДПИ-Б (128 мандатов), Голкар (85 мандатов), Гериндра (78 мандатов), Национальная демократическая партия (59 мандатов), Партия национального пробуждения (58 мандатов), а также Партия единства и развития (19 мандатов). Также в парламенте представлены Демократическая партия (54 мандата), Партия справедливости и благоденствия (50 мандатов) и Партия национального мандата (44 мандата). Председателем СНП с 1 октября 2019 года является Пуан Махарани, представляющая партию ДПИ-Б.

## Партийный состав
В нынешнем составе Совета народных представителей, приведённом к присяге 1 октября 2014 года, 560 депутатов, все из них избраны по партийным спискам. Представителями каждой 10 партий, получивших парламентское представительство по итогам выборов 2014 года, сформирована отдельная фракция (подобное равенство количества парламентских партий и парламентских фракций не является автоматическим, поскольку действующее индонезийское законодательство допускает формирование в законодательных органах власти любого уровня объединённых фракций в составе представителей двух и более партий).

## Правовые основы деятельности
Правовые основы деятельности СНП заложены в главе VII действующей конституции Индонезии (статьи 19-22). Отдельные аспекты, касающиеся роли СНП в рамках Народного консультативного конгресса и его взаимодействия с президентом, регулируются, соответственно, главой II конституции (статья 2) и главой V (статья 5).
Порядок формирования, организационная структура и численность СНП, а также детальное определение его полномочий регулируются действующим законодательством, многократно изменявшимся с момента создания СНП. По состоянию на январь 2011 года соответствующие правовые нормы содержатся в законе № 27 от 2009 года «О Народном консультативном конгрессе, Совете народных представителей, Совете представителей регионов и региональных советах народных представителей».

## Положение в системе государственной власти
СНП является одной из двух палат высшего законодательного органа Индонезии — Народного консультативного конгресса, созываемого согласно действующему законодательству не реже, чем раз в 5 лет. Помимо депутатов СНП, в НКК входят члены Совета представителей регионов — 128 делегатов от провинциальных советов народных представителей (по 4 от каждой провинции). Таким образом, СНП исполняет текущие законодательные функции в перерывах между сессиями НКК, фактически представляя собой постоянно действующий однопалатный парламент (понятие «парламент» в конституции и законодательстве Индонезии не фигурирует).
СНП не может быть распущен до истечения срока его полномочий — существовавшая ранее соответствующая президентская прерогатива отменена принятыми в 2004 году поправками к конституции.

## Полномочия
Конституция Индонезии закрепляет за СНП три функции: законодательную, плановую и надзорную. Во исполнение этих функций он, в соответствии с действующим законодательством, наделён следующими полномочиями:
1. Выработка законов в обсуждении и принятии взаимоприемлемого решения с президентом;
2. Одобрение либо неодобрение придания правительственным постановлениям статуса закона;
3. Рассмотрение законопроектов, подготовленных Советом региональных представителей;
4. Обсуждение законопроектов, подготовленных СПР с самим СПР и президентом;
5. Обсуждение законопроектов по региональной проблематике с привлечением СПР для последующего обсуждения их с президентом;
6. Принятие к сведению соображений СПР по законопроектам в области бюджетной политики, налогообложения, образования и вероисповедания;
7. Обсуждение с президентом при учёте мнения СПР инициированных президентом законопроектов, касающихся формирования государственного бюджета;
8. Осуществление надзора за исполнением законов и государственного бюджета;
9. Обсуждение сообщений СПР по результатам его надзора за исполнением законов, касающихся региональной проблематики, и принятие необходимых выводов;
10. Предоставление разрешения президенту на объявление войны, заключение мира и подписание международных соглашений, имеющих особое значение для государства;
11. Представление президенту соображений по проведению амнистии;
12. Представление президенту соображений по назначению глав дипломатических миссий за рубежом и аккредитации в Индонезии глав зарубежных дипломатических миссий;
13. Избрание членов Счётной палаты с учётом соображений СПР;
14. Обсуждение докладов Счётной палаты и принятие соответствующих выводов;
15. Предоставление разрешения президенту на назначение членов Государственной комиссии по юридической экспертизе;
16. Одобрение кандидатур на должности судей Верховного суда для последующего их утверждения президентом;
17. Избрание трёх членов Конституционного суда для последующего их утверждения президентом;
18. Предоставление разрешения на передачу государственного имущества, в том числе в рамках реализации международных соглашений;
19. Восприятие, сбор и проработка наказов избирателей для принятия соответствующих выводов;
20. Выполнение других обязанностей, предусмотренных законодательством.

Срок полномочий депутатов СНП — 5 лет. Срок полномочий исчисляется с момента принятия депутатами присяги и завершается после принятия присяги депутатами Совета следующего созыва. Пленарное заседание СНП проводится один раз в год, при этом предусмотрена возможность проведения экстренных пленарных заседаний.

## Структура
В соответствии с действующим законодательством, в составе СНП имеются руководство, комиссии, специальные комиссии, комитеты, а также «иные структуры, учреждаемые по необходимости».

### Руководство
Руководство СНП осуществляют председатель Совета и четыре его заместителя. Должность председателя занимает представитель партии, получившей наибольшее количество парламентских мандатов, должности заместителей — представители партий, занимающих в этом плане второе, третье, четвёртое и пятое места.
В настоящее время председателем СНП является представитель Голкара Сетья Нованто (индон. Setya Novanto), заместителями председателя — Агу́с Херма́нто (индон. Agus Hermanto), Фа́дли Зон (индон. Fadli Zon), То́фик Курниа́ван (индон. Taufik Kurniawan) и Фахри́ Хамза́ (индон. Fahri Hamzah), представляющие, соответственно, Демократическую Партию, Партию «Движение за великую Индонезию», Партию национального мандата и Партию справедливости и благоденствия.
Председатели СНП с момента его создания:
- Ка́сман Сингодиме́дьо[индон.] (индон. Kasman Singodimedjo) (1945—1950);[66]
- Сарто́но[индон.] (индон. Sartono) (1950—1960);
- Заину́л Арифи́н[англ.] (индон. Zainul Arifin) (1960—1963);
- Ару́дьи Картавина́та[индон.] (индон. Arudji Kartawinata) (1963—1966);
- контр-адмирал Мурсалин Дэнг Мамангунг[индон.] (индон. Mursalin Daeng Mamangung) (1966; и.о.);
- Ахма́д Шья́йху[индон.] (индон. Achmad Sjaichu) (1966—1972);
- Идхам Халид (индон. Idham Chalid) (1972—1977);
- Адам Малик (индон. Adam Malik) (1977—1978);
- генерал-лейтенант Дарья́тмо[индон.] (индон. Daryatmo, Darjatmo) (1978—1982);
- генерал-лейтенант Амирмахмуд (индон. Amirmachmud) (1982—1987);
- генерал-лейтенант Хари́с Суну́д[индон.] (индон. Kharis Suhud) (1987—1992);
- генерал-лейтенант Вахо́но[индон.] (индон. Wahono) (1992—1997);
- Хармоко (индон. Harmoko) (1997—1999);
- Акбар Танджунг (индон. Akbar Tanjung) (1999—2004);
- Агунг Лаксоно (индон. Agung Laksono) (2004—2009);
- Марзуки Али (индон. Marzuki Alie) (2009—2014);
- Сетья Нованто[индон.] (индон. Setya Novanto) (2014—2015);
- Фадли Зон[индон.] (индон. Fadli Zon) (2015—2016; и.о.);
- Аде Комарудин[индон.] (индон. Ade Komarudin) (2016);
- Сетья Нованто[индон.](индон. Setya Novanto) (2016—2017);
- Фадли Зон[индон.] (индон. Fadli Zon) (2017—2018; и.о.);
- Бамбанг Сусатьо[индон.] (индон. Bambang Soesatyo) (2018—2019)
- Пуан Махарани (индон. Puan Maharani) (2019—н. в.)

### Комиссии
Комиссии являются основными рабочими структурами СНП. В составе действующего СНП сформировано 11 комиссий, ведущих законотворческую деятельность на различных направлениях. Комиссия официально именуется по соответствующему порядковому номеру. Каждая из комиссий имеет полномочия проводить встречи с президентом, вице-президентом и главами органов исполнительной власти для обсуждения вопросов, входящих в сферу её компетенции.
Комиссии СНП и сферы их компетенции:
- Комиссия I — Оборона, внешняя политика и информация;
- Комиссия II — Внутренние дела, региональная автономия, государственный аппарат и аграрные вопросы;
- Комиссия III — Юстиция, права человека и безопасность;
- Комиссия IV — Сельское хозяйство, лесоводство, морские дела, рыболовство и обеспечение населения продовольствием;
- Комиссия V — Транспорт, связь, общественные работы, жилищное строительство, развитие сельской местности и отсталых регионов;
- Комиссия VI — Торговля, промышленность, инвестиции, кооперативы, малый и средний бизнес, государственное предпринимательство;
- Комиссия VII — Энергетика, природные ресурсы, исследования и технологии, охрана окружающей среды;
- Комиссия VIII — Религия, социальные вопросы, права женщин;
- Комиссия IX — Народонаселение, здравоохранение, трудовые ресурсы, миграционная политика;
- Комиссия X — Образование, дела молодёжи, спорт, туризм, искусство и культура;
- Комиссия XI — Финансы, планирование национального развития, банковские и небанковские финансовые институты.

### Специальные комиссии и комитеты
Специальные комиссии создаются в СНП на временной основе для решения конкретных задач, в том числе для проработки экстренных законопроектов и проведения парламентских расследований.
Комитеты действуют на постоянной основе. В нынешнем составе СНП сформировано 7 комитетов:
- Организационный комитет;
- Комитет по законодательству;
- Бюджетный комитет;
- Комитет по отчётности государственных финансовых органов;
- Комитет по депутатской этике;
- Комитет по межпарламентскому сотрудничеству;
- Комитет по управлению делами.

## Международная деятельность
СНП активно участвует в международном межпарламентском сотрудничестве в рамках таких многосторонних структур, как Межпарламентский союз, Азиатская парламентская ассамблея, Азиатско-Тихоокеанский парламентский форум, Межпарламентская организация АСЕАН. Парламентариями формируются группы по сотрудничеству с различными зарубежными государствами, практикуется регулярный делегационный обмен с зарубежными парламентариями.

## Здание СНП
СНП размещается в парламентском комплексе, расположенном в районе Сеная́н на юге Джакарты, официально именуемом «Здание Совета народных представителей и Народного консультативного конгресса» (индон. Gedung DPR/MPR). В составе комплекса 6 зданий, главным из которых является здание «Нусантара» (индон. Nusantara — патетическое название Индонезии, буквально «архипелаг»), предназначенное для пленарных заседаний СНП и съездов НКК. Остальные здания, предназначенные для работы комиссий, различных аппаратных подразделений, протокольных мероприятий и приёма общественности, имеют названия «Нусантара-1», «Нусантара-2» «Нусантара-3», «Нусантара-4» «Нусантара-5».
Комплекс построен по проекту индонезийского архитектора Сую́ди Вирджоатмо́джо. Строительство было начато в марте 1965 года: здания изначально предназначались для проведения инициированной Сукарно международной «Конференции новых нарождающихся сил» — форума, призванного объединить развивающиеся страны, неудовлетворённые сложившимся на тот момент мировым порядком. После прихода к власти Сухарто, отказавшегося от идеи конференции и в целом от сукарновской концепции «новых нарождающихся сил», было принято решение о передаче комплекса Совету народных представителей.
Здание «Нусантара» было передано парламентариям после сдачи его строителями в марте 1968 года. Вторая очередь комплекса была сдана в марте 1978 года, третья — в сентябре 1982 года и четвёртая, завершающая — в феврале 1983 года. Общая площадь комплекса — более 80 000 м², максимальная высота — 100 м.
Комплекс непосредственно примыкает к джакартскому стадиону «Бунг Карно». Расположение парламентского комплекса в районе Сенаян породило широко распространённое в Индонезии иносказание: СНП, а также законодательную ветвь власти в целом часто называют словом «Сенаян».